# 篠栗町立篠栗小学校萩尾分校
篠栗町立篠栗小学校萩尾分校（ささぐりちょうりつささぐりしょうがっこうはぎのおぶんこう）は、福岡県糟屋郡篠栗町萩尾地区にある篠栗学園　篠栗町立篠栗小学校の分校。

## 特徴
福岡県で唯一の普通教育実施の分校。
篠栗町の東部、萩尾地区の中心で標高307ｍに位置している。
豊かな自然の中にあり、緑色のとんがり屋根の特徴的な校舎で、児童数は10名前後（2025年現在）。複式学級３学級で、職員は学級担任３名と副校長（教頭）１名　合計４名で成り立つ。
運動会は地区の運動会と一緒に行われ、地域との交流が深い。

### 萩の里
地域活性化事業として「萩の里」を賃借し、分校への通学を希望する児童がいる家庭を受け入れている。子どものみの山村留学という体制ではなく、親子で地域住人になることで受け入れ可能となる。
萩尾分校より徒歩５分、平屋戸建て住宅３軒を萩の里として賃借している。

### 校訓
- 堅忍不抜 - ささぐりの自然・文化・伝統を大切にしながら、夢と志をもち、豊かな心と確かな学力を身につけた　たくましい子どもの育成

## 沿革
| 明治 ７年 | 明治 ７年             | 1874                                       | 平井権右ェ門手習い所を設けて寺子屋流に教える | 平井権右ェ門手習い所を設けて寺子屋流に教える | 平井権右ェ門手習い所を設けて寺子屋流に教える | 平井権右ェ門手習い所を設けて寺子屋流に教える | 平井権右ェ門手習い所を設けて寺子屋流に教える | 平井権右ェ門手習い所を設けて寺子屋流に教える |
| 明治１６年 | 明治１６年            | 1883                                       | 萩尾小学校開設（２学年まで修業し、３・４年生は金水小学校に通学）                                                                                   | 萩尾小学校開設（２学年まで修業し、３・４年生は金水小学校に通学）                                                                                   | 萩尾小学校開設（２学年まで修業し、３・４年生は金水小学校に通学）                                                                                   | 萩尾小学校開設（２学年まで修業し、３・４年生は金水小学校に通学）                                                                                   | 萩尾小学校開設（２学年まで修業し、３・４年生は金水小学校に通学）                                                                                   | 萩尾小学校開設（２学年まで修業し、３・４年生は金水小学校に通学）                                                                                   |
| 明治３０年 | 明治３０年            | 1897                                       | 校舎が増築され、４年生まで教授 | 校舎が増築され、４年生まで教授 | 校舎が増築され、４年生まで教授 | 校舎が増築され、４年生まで教授 | 校舎が増築され、４年生まで教授 | 校舎が増築され、４年生まで教授 |
| 明治３９年 | 明治３９年            | 1906                                       | 萩尾区からの寄付により校舎改築 | 萩尾区からの寄付により校舎改築 | 萩尾区からの寄付により校舎改築 | 萩尾区からの寄付により校舎改築 | 萩尾区からの寄付により校舎改築 | 萩尾区からの寄付により校舎改築 |
| 明治４４年 | 明治４４年            | 1911                                       | 萩尾尋常小学校と改称し、修業年限を６カ年に延長 | 萩尾尋常小学校と改称し、修業年限を６カ年に延長 | 萩尾尋常小学校と改称し、修業年限を６カ年に延長 | 萩尾尋常小学校と改称し、修業年限を６カ年に延長 | 萩尾尋常小学校と改称し、修業年限を６カ年に延長 | 萩尾尋常小学校と改称し、修業年限を６カ年に延長 |
| 大正 ９年 | 大正 ９年             | 1920                                       | 東側校舎増築 | 東側校舎増築 | 東側校舎増築 | 東側校舎増築 | 東側校舎増築 | 東側校舎増築 |
| 大正１３年 | 大正１３年            | 1924                                       | 萩尾尋常小学校を廃止し、篠栗尋常小学校の分教場となる                                                                                               | 萩尾尋常小学校を廃止し、篠栗尋常小学校の分教場となる                                                                                               | 萩尾尋常小学校を廃止し、篠栗尋常小学校の分教場となる                                                                                               | 萩尾尋常小学校を廃止し、篠栗尋常小学校の分教場となる                                                                                               | 萩尾尋常小学校を廃止し、篠栗尋常小学校の分教場となる                                                                                               | 萩尾尋常小学校を廃止し、篠栗尋常小学校の分教場となる                                                                                               |
| 昭和１４年 | 昭和１４年            | 1939                                       | ５・６年生本校に通学 | ５・６年生本校に通学 | ５・６年生本校に通学 | ５・６年生本校に通学 | ５・６年生本校に通学 | ５・６年生本校に通学 |
| 昭和２４年 | 昭和２４年            | 1949                                       | 職員室増築 | 職員室増築 | 職員室増築 | 職員室増築 | 職員室増築 | 職員室増築 |
| 昭和２６年 | 昭和２６年            | 1951                                       | ２月本校大火 | ２月本校大火 | ２月本校大火 | ２月本校大火 | ２月本校大火 | ２月本校大火 |
| 昭和２９年 | 昭和２９年            | 1954                                       | 現在位置に敷地を移転し、新校舎が落成（７月）※旧分校は、現在の工藤邸付近                                                                            | 現在位置に敷地を移転し、新校舎が落成（７月）※旧分校は、現在の工藤邸付近                                                                            | 現在位置に敷地を移転し、新校舎が落成（７月）※旧分校は、現在の工藤邸付近                                                                            | 現在位置に敷地を移転し、新校舎が落成（７月）※旧分校は、現在の工藤邸付近                                                                            | 現在位置に敷地を移転し、新校舎が落成（７月）※旧分校は、現在の工藤邸付近                                                                            | 現在位置に敷地を移転し、新校舎が落成（７月）※旧分校は、現在の工藤邸付近                                                                            |
| 昭和３０年 | 昭和３０年            | 1955                                       | 母親に交代で給食作りをしてもらう | 母親に交代で給食作りをしてもらう | 母親に交代で給食作りをしてもらう | 母親に交代で給食作りをしてもらう | 母親に交代で給食作りをしてもらう | 母親に交代で給食作りをしてもらう |
| 昭和３４年 | 昭和３４年            | 1959                                       | 図書館増築 | 図書館増築 | 図書館増築 | 図書館増築 | 図書館増築 | 図書館増築 |
| 昭和４５年 | 昭和４５年            | 1970                                       | 県道拡張により図書館改築（１階車庫 ２階図書館） | 県道拡張により図書館改築（１階車庫 ２階図書館） | 県道拡張により図書館改築（１階車庫 ２階図書館） | 県道拡張により図書館改築（１階車庫 ２階図書館） | 県道拡張により図書館改築（１階車庫 ２階図書館） | 県道拡張により図書館改築（１階車庫 ２階図書館） |
| 昭和４８年 | 昭和４８年            | 1973                                       | 校内放送開始 複々式解消 教師４人となる 風呂場増築                                                                                                  | 校内放送開始 複々式解消 教師４人となる 風呂場増築                                                                                                  | 校内放送開始 複々式解消 教師４人となる 風呂場増築                                                                                                  | 校内放送開始 複々式解消 教師４人となる 風呂場増築                                                                                                  | 校内放送開始 複々式解消 教師４人となる 風呂場増築                                                                                                  | 校内放送開始 複々式解消 教師４人となる 風呂場増築                                                                                                  |
| 昭和４９年 | 昭和４９年            | 1974                                       | 萩尾分校百年記念碑除幕式 本校百年記念祭 | 萩尾分校百年記念碑除幕式 本校百年記念祭 | 萩尾分校百年記念碑除幕式 本校百年記念祭 | 萩尾分校百年記念碑除幕式 本校百年記念祭 | 萩尾分校百年記念碑除幕式 本校百年記念祭 | 萩尾分校百年記念碑除幕式 本校百年記念祭 |
| 昭和５１年 | 昭和５１年            | 1976                                       | 給食が始められる 教頭が着任する 陶芸室が新築される                                                                                                 | 給食が始められる 教頭が着任する 陶芸室が新築される                                                                                                 | 給食が始められる 教頭が着任する 陶芸室が新築される                                                                                                 | 給食が始められる 教頭が着任する 陶芸室が新築される                                                                                                 | 給食が始められる 教頭が着任する 陶芸室が新築される                                                                                                 | 給食が始められる 教頭が着任する 陶芸室が新築される                                                                                                 |
| 昭和６０年 | 昭和６０年            | 1985                                       | 第１回分校卒業式・入学式を行う 緑の少年団に加入 | 第１回分校卒業式・入学式を行う 緑の少年団に加入 | 第１回分校卒業式・入学式を行う 緑の少年団に加入 | 第１回分校卒業式・入学式を行う 緑の少年団に加入 | 第１回分校卒業式・入学式を行う 緑の少年団に加入 | 第１回分校卒業式・入学式を行う 緑の少年団に加入 |
| 昭和６２年 | 昭和６２年            | 1987                                       | ふるさと交流学習を行う（姫島小学校）福岡県へき地教育研究大会会場校 校舎建設促進委員会発足 若宮南小学校視察                                         | ふるさと交流学習を行う（姫島小学校）福岡県へき地教育研究大会会場校 校舎建設促進委員会発足 若宮南小学校視察                                         | ふるさと交流学習を行う（姫島小学校）福岡県へき地教育研究大会会場校 校舎建設促進委員会発足 若宮南小学校視察                                         | ふるさと交流学習を行う（姫島小学校）福岡県へき地教育研究大会会場校 校舎建設促進委員会発足 若宮南小学校視察                                         | ふるさと交流学習を行う（姫島小学校）福岡県へき地教育研究大会会場校 校舎建設促進委員会発足 若宮南小学校視察                                         | ふるさと交流学習を行う（姫島小学校）福岡県へき地教育研究大会会場校 校舎建設促進委員会発足 若宮南小学校視察                                         |
| 平成 ４年 | 平成 ４年             | 1992                                       | 分校新校舎落成 ２月 | 分校新校舎落成 ２月 | 分校新校舎落成 ２月 | 分校新校舎落成 ２月 | 分校新校舎落成 ２月 | 分校新校舎落成 ２月 |
| 平成 ５年 | 平成 ５年             | 1993                                       | 体育館兼へき地集会室落成 ３月 萩尾太鼓始まる 初めての練習曲は「萩尾竹ばやし」                                                                      | 体育館兼へき地集会室落成 ３月 萩尾太鼓始まる 初めての練習曲は「萩尾竹ばやし」                                                                      | 体育館兼へき地集会室落成 ３月 萩尾太鼓始まる 初めての練習曲は「萩尾竹ばやし」                                                                      | 体育館兼へき地集会室落成 ３月 萩尾太鼓始まる 初めての練習曲は「萩尾竹ばやし」                                                                      | 体育館兼へき地集会室落成 ３月 萩尾太鼓始まる 初めての練習曲は「萩尾竹ばやし」                                                                      | 体育館兼へき地集会室落成 ３月 萩尾太鼓始まる 初めての練習曲は「萩尾竹ばやし」                                                                      |
| 平成 ７年 | 平成 ７年             | 1995                                       | 新宮町の相島小学校と、海山交流開始 現在の農具倉庫完成（旧飼育小屋） 児童による牛乳配達続く ※牛乳配達による収入は、見学などの交通費や写真代にした。 | 新宮町の相島小学校と、海山交流開始 現在の農具倉庫完成（旧飼育小屋） 児童による牛乳配達続く ※牛乳配達による収入は、見学などの交通費や写真代にした。 | 新宮町の相島小学校と、海山交流開始 現在の農具倉庫完成（旧飼育小屋） 児童による牛乳配達続く ※牛乳配達による収入は、見学などの交通費や写真代にした。 | 新宮町の相島小学校と、海山交流開始 現在の農具倉庫完成（旧飼育小屋） 児童による牛乳配達続く ※牛乳配達による収入は、見学などの交通費や写真代にした。 | 新宮町の相島小学校と、海山交流開始 現在の農具倉庫完成（旧飼育小屋） 児童による牛乳配達続く ※牛乳配達による収入は、見学などの交通費や写真代にした。 | 新宮町の相島小学校と、海山交流開始 現在の農具倉庫完成（旧飼育小屋） 児童による牛乳配達続く ※牛乳配達による収入は、見学などの交通費や写真代にした。 |
| 平成１２年 | 平成１２年            | 2000                                       | 福岡県へき地教育研究大会会場校 | 福岡県へき地教育研究大会会場校 | 福岡県へき地教育研究大会会場校 | 福岡県へき地教育研究大会会場校 | 福岡県へき地教育研究大会会場校 | 福岡県へき地教育研究大会会場校 |
| 平成１３年 | 平成１３年            | 2001                                       | 萩尾区活性化住宅「萩の里」竣工式開催 ２月 | 萩尾区活性化住宅「萩の里」竣工式開催 ２月 | 萩尾区活性化住宅「萩の里」竣工式開催 ２月 | 萩尾区活性化住宅「萩の里」竣工式開催 ２月 | 萩尾区活性化住宅「萩の里」竣工式開催 ２月 | 萩尾区活性化住宅「萩の里」竣工式開催 ２月 |
| 平成１５年 | 平成１５年            | 2003                                       | 九州へき地教育研究大会会場校 | 九州へき地教育研究大会会場校 | 九州へき地教育研究大会会場校 | 九州へき地教育研究大会会場校 | 九州へき地教育研究大会会場校 | 九州へき地教育研究大会会場校 |
| 平成１６年 | 平成１６年            | 2004                                       | 糟屋地区地教委連絡協議会研究指定・委嘱研究発表会開催                                                                                               | 糟屋地区地教委連絡協議会研究指定・委嘱研究発表会開催                                                                                               | 糟屋地区地教委連絡協議会研究指定・委嘱研究発表会開催                                                                                               | 糟屋地区地教委連絡協議会研究指定・委嘱研究発表会開催                                                                                               | 糟屋地区地教委連絡協議会研究指定・委嘱研究発表会開催                                                                                               | 糟屋地区地教委連絡協議会研究指定・委嘱研究発表会開催                                                                                               |
| 平成１８年 | 平成１８年            | 2006                                       | 米国カリフォルニア州立大学生との国際交流開始（６月） 萩尾区主催「ワクワク農業体験事業」開始（通年４回）                                            | 米国カリフォルニア州立大学生との国際交流開始（６月） 萩尾区主催「ワクワク農業体験事業」開始（通年４回）                                            | 米国カリフォルニア州立大学生との国際交流開始（６月） 萩尾区主催「ワクワク農業体験事業」開始（通年４回）                                            | 米国カリフォルニア州立大学生との国際交流開始（６月） 萩尾区主催「ワクワク農業体験事業」開始（通年４回）                                            | 米国カリフォルニア州立大学生との国際交流開始（６月） 萩尾区主催「ワクワク農業体験事業」開始（通年４回）                                            | 米国カリフォルニア州立大学生との国際交流開始（６月） 萩尾区主催「ワクワク農業体験事業」開始（通年４回）                                            |
| 平成２０年 | 平成２０年            | 2008                                       | 糟屋地区地教連研究指定・委託研究発表会開催（算数科：１１月）                                                                                       | 糟屋地区地教連研究指定・委託研究発表会開催（算数科：１１月）                                                                                       | 糟屋地区地教連研究指定・委託研究発表会開催（算数科：１１月）                                                                                       | 糟屋地区地教連研究指定・委託研究発表会開催（算数科：１１月）                                                                                       | 糟屋地区地教連研究指定・委託研究発表会開催（算数科：１１月）                                                                                       | 糟屋地区地教連研究指定・委託研究発表会開催（算数科：１１月）                                                                                       |
| 平成２３年 | 平成２３年            | 2011                                       | 九州地区へき地教育研究大会会場校（算数科） | 九州地区へき地教育研究大会会場校（算数科） | 九州地区へき地教育研究大会会場校（算数科） | 九州地区へき地教育研究大会会場校（算数科） | 九州地区へき地教育研究大会会場校（算数科） | 九州地区へき地教育研究大会会場校（算数科） |
| 平成２５年 | 平成２５年            | 2013                                       | 篠栗小学校創立１４０周年 | 篠栗小学校創立１４０周年 | 篠栗小学校創立１４０周年 | 篠栗小学校創立１４０周年 | 篠栗小学校創立１４０周年 | 篠栗小学校創立１４０周年 |
| 平成２６年 | 平成２６年            | 2014                                       | 相島小学校との交流が２０年を迎える ソーラー発電開始                                                                                                | 相島小学校との交流が２０年を迎える ソーラー発電開始                                                                                                | 相島小学校との交流が２０年を迎える ソーラー発電開始                                                                                                | 相島小学校との交流が２０年を迎える ソーラー発電開始                                                                                                | 相島小学校との交流が２０年を迎える ソーラー発電開始                                                                                                | 相島小学校との交流が２０年を迎える ソーラー発電開始                                                                                                |
| 平成２７年 平成３０年                                                                                                 | 平成２７年 平成３０年 | 2015 2018                                  | 学校園（芋畑）を開墾する 福岡県青少年健全育成対策推進本部長顕彰団体として表彰される（緑の少年団）                                                  | 学校園（芋畑）を開墾する 福岡県青少年健全育成対策推進本部長顕彰団体として表彰される（緑の少年団）                                                  | 学校園（芋畑）を開墾する 福岡県青少年健全育成対策推進本部長顕彰団体として表彰される（緑の少年団）                                                  | 学校園（芋畑）を開墾する 福岡県青少年健全育成対策推進本部長顕彰団体として表彰される（緑の少年団）                                                  | 学校園（芋畑）を開墾する 福岡県青少年健全育成対策推進本部長顕彰団体として表彰される（緑の少年団）                                                  | 学校園（芋畑）を開墾する 福岡県青少年健全育成対策推進本部長顕彰団体として表彰される（緑の少年団）                                                  |
| \| 令和元年 \| 2019 \| 九州地区へき地教育研究大会会場校（算数科） \| \| 令和６年 \| 2024 \| 萩尾分校創立１５０周年 \| |                       |                                            | | | | | | |
| 令和元年 | 2019                  | 九州地区へき地教育研究大会会場校（算数科） | | | | | | |
| 令和６年 | 2024                  | 萩尾分校創立１５０周年                     | | | | | | |

## 交通
福岡県道92号宗像篠栗線

## 周辺
- 萩尾神社
- 呑山観音寺
- 五塔の滝
- 鳴淵ダム
- 猫峠
- 萩尾大学の墓
- 樹芸の森